# Masakra w Ad-Damur

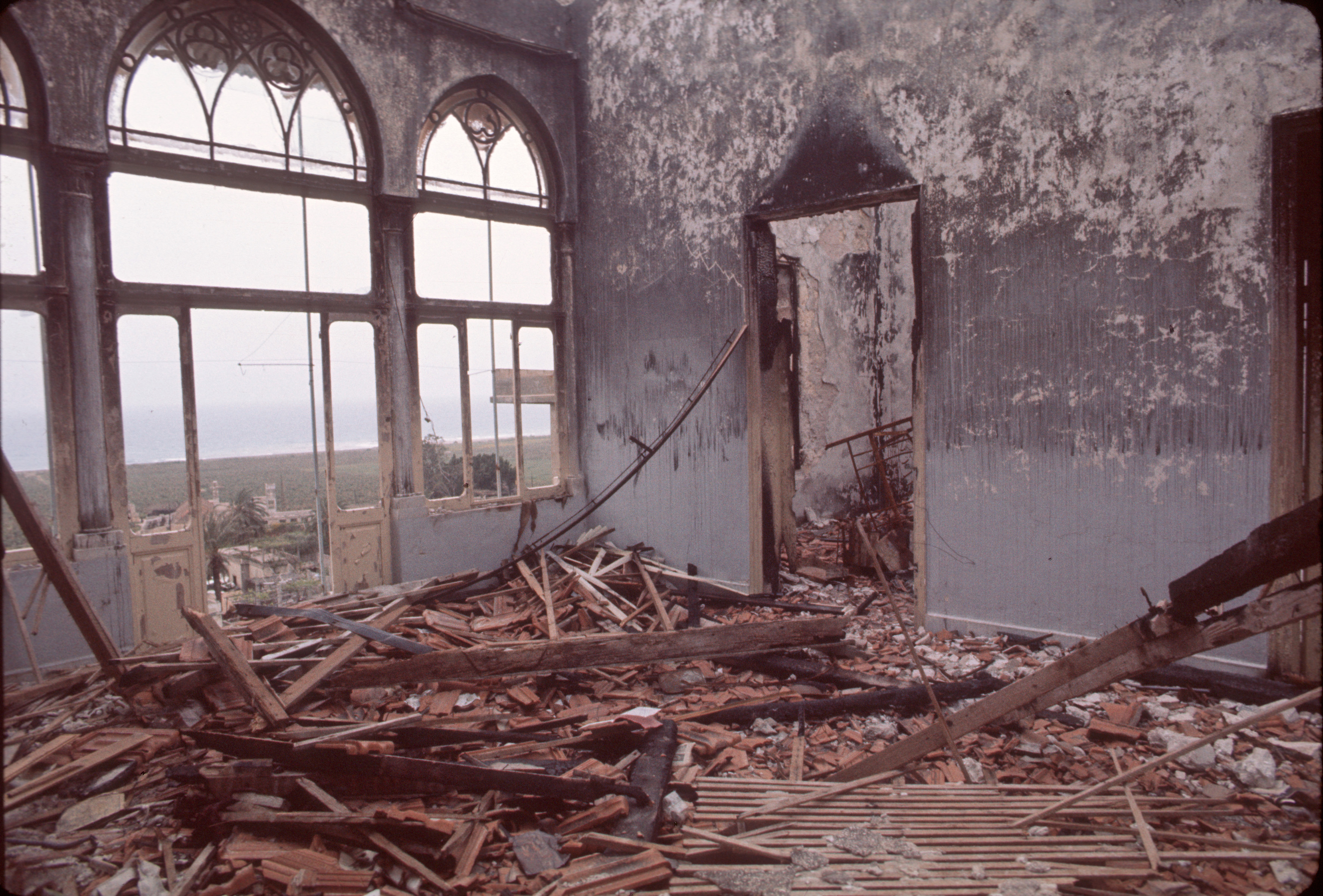
Zniszczony dom w Damour w kwietniu 1974, fot. Jean-Jacques Kurz (Archiwum Międzynarodowy Komitet Czerwonego Krzyża)

Masakra w Ad-Damur – zbrodnia wojenna dokonana przez bojówki palestyńskie i muzułmańskie na mieszkańcach miasta Ad-Damur podczas wojny domowej w Libanie w styczniu 1976 roku.

## Przebieg wydarzeń
9 stycznia 1976 roku oddziały muzułmańskie rozpoczęły oblężenie chrześcijańskiego miasta Ad-Damur. 20 stycznia (dwa dni po masakrze w Karantinie dokonanej przez falangistów), Palestyńczycy oraz członkowie milicji z tzw. Frontu Postępowego zaatakowali osadę, pokonując słabą miejscową samoobronę. Większość mieszkańców Ad-Damur zdołało ewakuować się drogą morską. Natomiast schwytanych obrońców i cywilów bojówkarze zamordowali.

## Następstwa ataku
Liczba ofiar masakry sięgnęła 300–600 (źródła chrześcijańskie podają liczbę 582) osób. Zburzono część budynków i zbezczeszczono miejsca chrześcijańskiego kultu i cmentarz.
Na pewien czas Ad-Damur stało się bastionem palestyńskich oddziałów zbrojnych z  OWP. Do miejscowości napłynęli zaś uchodźcy z terenów opanowanych przez Front Libański.

## Kontrowersje
Sporną pozostaje kwestia, kto faktycznie odpowiada za masakrę. Część historyków uważa, iż dowódcą ataku na Ad-Damur był Abu Musa, jeden z liderów Al-Fatah. Niektórzy jednak twierdzą, iż na czele bojówek dokonujących masakry był Zuhajr Muhsin – przywódca palestyńskiej formacji As-Sa'ika.